# Tanjung Belit (Jujuhan)
Tanjung Belit is een bestuurslaag in het regentschap Bungo van de provincie Jambi, Indonesië. Tanjung Belit telt 1202 inwoners (volkstelling 2010).